# Степановский сахарный завод
Степановский сахарный завод — предприятие пищевой промышленности в посёлке городского типа Вороновица Винницкого района Винницкой области Украины.

## История
Сахарный завод в селении Вороновицы Брацлавского уезда Подольской губернии Российской империи был построен и начал работу в 1866 году, позднее к нему была проложена узкоколейная железнодорожная линия.
В начале 1890х годов завод имел 12 диффузоров и перерабатывал около 100 тыс. берковцев свеклы в год.
Условия работы на заводе были тяжёлые и после начала в 1900 году экономического кризиса они осложнились (рабочий день достигал 14-15 часов, действовала система штрафов, в заводском бараке одно спальное место полагалось на двух рабочих).
После начала первой русской революции осенью 1905 года рабочие Степановского сахарного завода начали забастовку, выдвинув требования улучшить условия труда и ввести 8-часовой рабочий день, а также начали распространение листовок. Бастовавших рабочих поддержали присоединившиеся к ним крестьяне и батраки окрестных экономий.
В 1910 - 1914 годы завод вырабатывал около 1,6 тыс. тонн сахара в год, но после начала первой мировой войны его положение осложнилось и объемы производства сократились.

### 1918 - 1991
В январе 1918 года в Вороновицах была установлена Советская власть, но вскоре селение заняли немецкие войска, а в дальнейшем оно оказалось в зоне боевых действий гражданской войны. В июне 1920 года Вороновицы заняли части РККА и Советская власть была восстановлена. Здесь был создан ревком, из восьми членов которого трое (Вдовиченко, П. Дзюбанчук и Ситник) были рабочими Степановского сахарного завода.
18 июля 1920 года началось восстановление завода и в 1923 году он был введён в эксплуатацию, позднее при заводе была открыта школа (ускорившая ликвидацию неграмотности) и организована тракторная колонна.
В ходе индустриализации СССР в 1929 - 1930 гг. перерабатывающие мощности завода были увеличены с 6898 центнеров до 8446 центнеров сахарной свеклы в сутки, в дальнейшем технологии производства были улучшены и себестоимость производства снижена.
В 1935 году завод переработал 92,8 тыс. тонн свеклы и произвел около 1,5 тыс. тонн сахара.
В 1940 году завод произвёл 7,4 тыс. тонн сахара.
В ходе Великой Отечественной войны с 21 июля 1941 до 13 марта 1944 года село было оккупировано немецкими войсками. При отступлении немецкие войска разрушили завод, но уже в 1944 году началось его восстановление.
В 1948 году восстановленный завод возобновил производство и уже в следующем году выполнил производственный план на 124% и завершил 1949 год с прибылью 350 тыс. рублей. В дальнейшем, объемы изготовления сахара возрастали и после завершения 4-й пятилетки (1946-1950 гг.) за систематическое перевыполнение производственных заданий завод был награждён третьей всесоюзной премией министерства пищевой промышленности СССР и ВЦСПС.
В дальнейшем, предприятие было реконструировано. В 1965 году завод произвёл почти 17 тыс. тонн сахара, а в 1970 году - 22,5 тыс. тонн сахара. В начале 1970х годов здесь началось сооружение нового свеклоперерабатывающего цеха.
В целом, в советское время сахарный завод являлся крупнейшим предприятием посёлка.

### После 1991
После провозглашения независимости Украины завод перешёл в ведение Государственного комитета пищевой промышленности Украины.
В мае 1995 года Кабинет министров Украины утвердил решение о приватизации завода. В дальнейшем, государственное предприятие было преобразовано в открытое акционерное общество.
Начавшийся в 2008 году экономический кризис осложнил положение завода, в начале июля 2008 года он остановил работу, в дальнейшем его начали разбирать на металлолом.